# Quả có múi

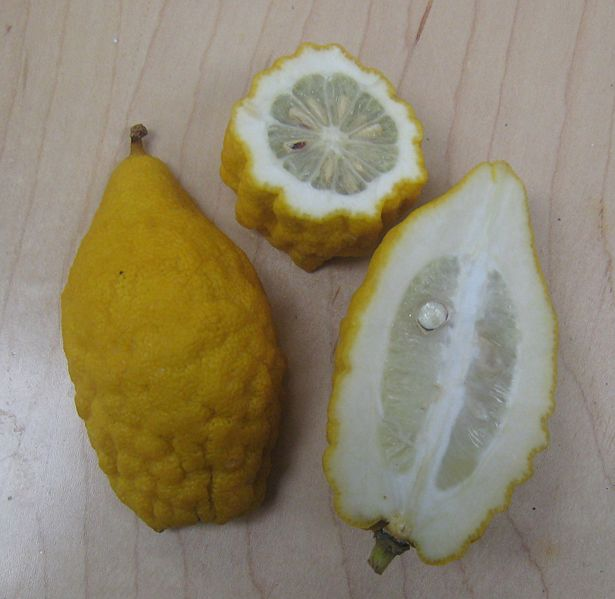
Quả thanh yên (Citrus medica)

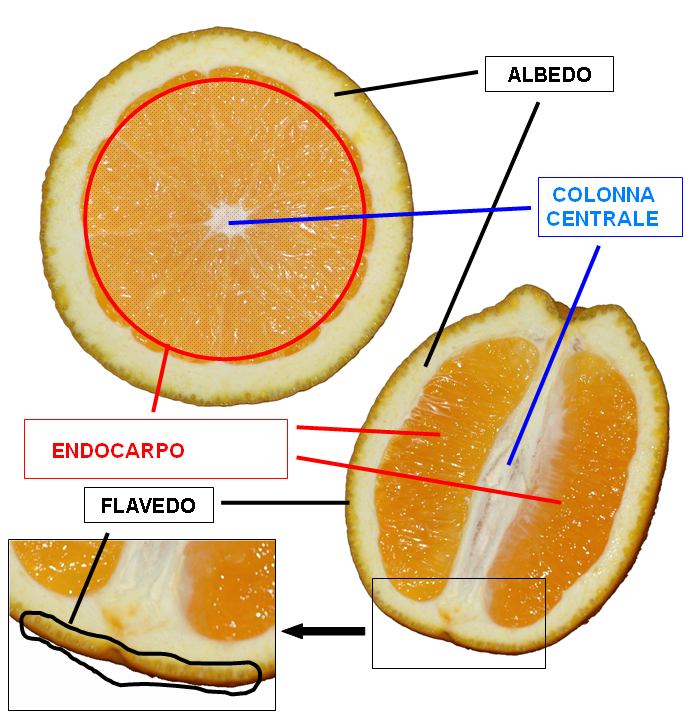
Mặt cắt của một quả cam ngọt.

Quả có múi là một loại trái cây có thịt tương tự như một biến thể của quả mọng nhưng có vỏ dai, giống như da. Đó là đặc trưng của các loại trái cây của một số loài trong họ Cửu lý hương, trong đó nổi tiếng nhất là những loài thuộc chi Cam chanh (chanh vàng, quýt, cam, bưởi, thanh yên, vv).

## Mô tả
Quả có múi có các đặc điểm sau:
- Epicarp mỏng, nhiều tuyến tinh dầu và có màu (flavedo). Nó là phần có màu của vỏ và chứa nhiều túi lysigenic giàu tinh dầu. Nó được sử dụng trong ẩm thực để lấy "zest"
- Mesocarp trắng, xốp và khô (albedo) là một nhu mô giàu túi khí[1]. Nó được gọi là phần trắng của vỏ. Ở một số vùng, nó được biến tấu thành kẹo trái cây và được bán trên thị trường với tên gọi "succade".
- Endocarp được chia thành các múi (tương ứng với các lá noãn) và có nhiều lông đa bào[2] chứa đầy nước quả (phần ăn được của quả) và hạt; các múi sắp xếp đối xứng xuyên tâm (hình sao) quanh trục của quả.

Thành bên ngoài bầu nhụy trở thành lớp xốp dày của "vỏ", trong khi thành bên trong bầu nhụy trở nên rất mọng với một số hạt. Vỏ chứa các tuyến dầu dễ bay hơi trong các vết rỗ. Phần thịt bên trong bao gồm các phần riêng biệt, được gọi là lá noãn, chứa đầy các túi chứa chất lỏng là các "tế bào lông" chuyên biệt.

## Sử dụng
Cam, chanh, quýt và bưởi chùm đều là những ví dụ phổ biến của quả có múi. Không giống như hầu hết các quả mọng khác (ví dụ như cà chua, cà tím, v.v.), vỏ của quả có múi thường không được ăn tươi được vì nó dai và đắng. Một ngoại lệ phổ biến là kim quất được dùng toàn quả.
Ngoài cùng lớp vỏ (có sắc tố) chứa tinh dầu và được gọi là flavedo. Khi cạo ra và được sử dụng như một thành phần ẩm thực, nó được gọi là zest. Ngoài ra, thịt quả có thể được ngào để tạo thành mứt.

## Văn liệu
- Bailey H., Bailey E. - 1976. Hortus Third. Cornell University MacMillan. N.Y. p 275
- Milind Ladanyia, Milind Ladaniya; Citrus Fruit: Biology, Technology and Evaluation p. 100-108

## Các dự án khác
| Tìm hiểu thêm về Quả có múi tại các dự án liên quan |                                   |
| Tìm kiếm Wiktionary                                 | Từ điển từ Wiktionary             |
| Tìm kiếm Commons                                    | Tập tin phương tiện từ Commons    |
| Tìm kiếm Wikinews                                   | Tin tức từ Wikinews               |
| Tìm kiếm Wikiquote                                  | Danh ngôn từ Wikiquote            |
| Tìm kiếm Wikisource                                 | Văn kiện từ Wikisource            |
| Tìm kiếm Wikibooks                                  | Tủ sách giáo khoa từ Wikibooks    |
| Tìm kiếm Wikiversity                                | Tài nguyên học tập từ Wikiversity |

- Wikimedia Commons có hình ảnh hoặc các tệp khác về quả có múi